# Hodierna de Gometz
Hodierna de Gometz (en francés: Hodierne de Gometz; fallecida en 1108), hermana de Guillermo, señor de Gometz, y esposa de Guido I de Montlhéry. Hizo grandes donaciones a las nuevas religiosas de la orden de San Benito, instaladas en la basílica Notre-Dame-de-Bonne-Garde de Longpont-sur-Orge, un monasterio fundado por su marido. Guido obtuvo la concesión de la iglesia de Long Pont en 1061 de Godofredo de Boulogne, obispo de París. Según la Gallia christiana: «Ella misma fue a Cluny para obtener del abad un cierto número de monjes; y presentó a la abadía un cáliz de oro de treinta onzas y una preciosa casulla».
Se informa que Hodierna estaba trabajando en la construcción de la iglesia y que fue a buscar agua de una fuente lejana, que todavía goza de la reputación de curar la fiebre. Se cuenta que ella vino a preguntarle al herrero local cómo llevar sus baldes con menos fatiga, y que el herrero, un hombre brutal, le arrojó una calabaza al rojo vivo, pero Hodierna no se quemó. Para castigar al herrero, maldijo a toda la descendencia del herrero y juró que cualquiera que viniera a establecerse en Long Pont no vería el fin de año. El herrero murió pronto. Algunas personas han escrito que desde entonces no se había establecido ningún herrero en Long Pont.
Hodierna se casó con Guido I de Montlhéry y tuvieron siete hijos:
- Milón I el Grande, señor de Montlhéry, casado con Lithuise, vizcondesa de Troyes.
- Melisenda de Montlhéry (fallecida en 1097), se casó con Hugo I, conde de Rethel. Fue madre de Balduino II de Jerusalén.
- Isabel de Montlhéry, se casó con Joscelino, señor de Courtenay, madre de Joscelino I de Edesa.
- Guido II el Rojo (fallecido de 1108), señor de Rochefort.
- Beatriz de Rochefort (1069-1117), casada con Anselmo de Garlande.
- Hodierna de Montlhéry, casada con Gualterio de Saint-Valery.
- Alicia de Montlhéry (también llamada Adela o Alix; 1040-1097), se casó con Hugo I, señor de Le Puiset (1035-1094).[2] Su hijo fue Hugo I de Jaffa y su hija fue Humberga de Le Puiset, quien viajó en la primera cruzada con su esposo Wala II de Chaumont-en-Vexin. La prima de Humberga (de nombre desconocido) estaba casada con Raúl de Pont-Echanfrey, quien también viajó con su esposo en una cruzada.

La iglesia del priorato era hermosa, muy grande y contenía un gran número de tumbas. Hodierna fue enterrada allí frente al altar mayor, debajo de una tumba que dice: 

Hodieræ inclytcæ omitisshæ erici montis sacrarum harum Ædium fundatricis ossa

Sub dio jacentia ab anno millesimo, pro nichaelis le masle Domni des roches, hujusce domus prioris studio hic translata fuere anno 1651 die ultima mensis augusti.
En su honor existe una calle llamada Dame Hodierne en Montlhery.